# تپه ناصر خانن
تپه ناصر خانن مربوط به هزاره اول قبل از میلاد است و در شهرستان ورزقان، بخش مرکزی، دهستان سینا، چسبیده به غرب روستای داشکسن واقع شده و این اثر در تاریخ ۸ بهمن ۱۳۸۵ با شمارهٔ ثبت ۱۶۹۸۷ به‌عنوان یکی از آثار ملی ایران به ثبت رسیده است.